# Башкирский ярус
| система                                                                          | система      | отдел        | ярус         | Ниж. граница, млн лет |
| -------------------------------------------------------------------------------- | ------------ | ------------ | ------------ | --------------------- |
| Пермь                                                                            | Пермь        | Приуральский | Ассельский   | 298,9 ±0,15           |
| Карбон                                                                           | Пенсильваний | Верхний      | Гжельский    | 303,7 ±0,1            |
| Карбон                                                                           | Пенсильваний | Верхний      | Касимовский  | 307,0 ±0,1            |
| Карбон                                                                           | Пенсильваний | Средний      | Московский   | 315,2 ±0,2            |
| Карбон                                                                           | Пенсильваний | Нижний       | Башкирский   | 323,4 ±0,4            |
| Карбон                                                                           | Миссисипий   | Верхний      | Серпуховский | 330,3 ±0,4            |
| Карбон                                                                           | Миссисипий   | Средний      | Визейский    | 346,7 ±0,4            |
| Карбон                                                                           | Миссисипий   | Нижний       | Турнейский   | 358,86 ±0,19          |
| Девон                                                                            | Девон        | Верхний      | Фаменский    | больше                |
| Деление и золотые гвозди в соответствии с IUGS по состоянию на декабрь 2024 года |              |              |              |                       |

Башкирский ярус (С2b, англ. Bashkirian Stage) — стратиграфическое подразделение, первый ярус среднего отдела карбона. Начался 323,2 млн лет назад, закончился 315,2 млн лет назад и длился около 8 млн лет. Башкирский ярус следует за серпуховским, а за ним следует московский. Согласно геохронологической шкале Международной комиссии по стратиграфии (ICS) Башкирский ярус является нижним древнейшим ярусом Пенсильванской подсистемы.
При сопоставлении с другими шкалами башкирский ярус частично перекрывается верхней частью намюрского и нижней частью вестфальского ярусов региональной европейской стратиграфии. Он также перекрывается с североамериканскими моррованскими и атоканскими стадиями, равно как и с китайскими луосуанскими и нижними хуашибанскими ярусами.

## История обоснования истратиграфия
Башкирский ярус был выявлен и обоснован в 1934 году С.В. Семихатовой. Назван по Башкирии.
В 1930-е С.В. Семихатова обратила внимание на кардинальное отличие фауны брахиопод московского яруса от серпуховской. 

«…История их [брахиопод] развития такая четкая на протяжении отложения слоев московского яруса, не имеет под собой фундамента. Эта группа морских организмов как будто с другой планеты упала в Московское море, уже готовая, со всеми характерными своими чертами, и на протяжении всей доступной нашему наблюдению ее дальнейшей истории в продолжение московской эпохи она обнаруживает только внутренние перегруппировки, постепенное развитие и угасание отдельных видов тех же основных групп, без какого-нибудь указания на связь этой фауны с какой-нибудь материнской фауной…» — Семихатова С. В. Отложения московской эпохи в Нижнем и Среднем Поволжье и положение московского яруса в общей схеме напластований каменноугольной системы в СССР // Проблемы советской геологии. — 1934. — Т. 3, № 8. — C. 73-90. (цит. по Кулагина, 2018)
На основании выделения этих отличий поначалу описаны были слои, но к 1951 году они уже имели статус яруса. Поскольку к тому моменту все остальные ярусы карбона были уже описаны, выявление среди них нового можно считать важным событием в геологии.
Слои были обоснованы распространением характерных брахиопод Choristites bisulcatiformis Semikhatova (по современной систематике — род Alphachoristites). Позже для определения границ и характеристики яруса стали использоваться и фораминиферы.. Так верхняя граница яруса отмечена первым появлением фораминифер вида Aljutovella aljutovica.
Согласно биостратиграфии по конодонтам нижняя граница башкирского яруса отмечается первым появлением конодонтами вида Declinognathodus noduliferus. Верхняя граница и, соответственно, нижняя граница московского яруса — первым появлением Declinognathodus donetzianus или Idiognathoides postsulcatus.

## Фауна башкирского яруса
В это время насекомые начали увеличиваться в размерах. В этом ярусе также было очень много растительности, примерно в 5 раз больше чем сейчас. Леса можно было встретить везде. Сильно распространились хвойные растения и плауны что привело к сильному повышению уровня кислорода, тогда повысилось до 35 % уровня кислорода. Стали появляться первые рептилии подобные крокодилам.
В это время начали появляться гигантские многоножки, стрекозы и скорпионы. стрекозы в это время не были большими, большая стрекоза меганевра появилась лишь в конце карбона в гжельском ярусе.Появились змеи, летающие и плащеносные ящерицы, от которых произошли крупные рептилии, а от рептилий завропсиды, архозавры и горгонопсы. Черепахи могли тоже появится в этом ярусе.
Учёные находили горные породы которым 315—320 млн лет. Весь ярус и весь период образовывалось много угля, поэтому период и назвали каменноугольный.